# Idaea emarginaria
Idaea emarginaria är en fjärilsart som beskrevs av Jacob Hübner 1798. Idaea emarginaria ingår i släktet Idaea och familjen mätare. Inga underarter finns listade i Catalogue of Life.